# L'Éternel Adam
L'Éternel Adam est une nouvelle de Michel Verne, publiée dans le recueil Hier et demain en 1910 sous le nom de Jules Verne.

## Thème
C'est une nouvelle très pessimiste contant la mort de notre civilisation actuelle, puis la naissance d'une nouvelle civilisation : un archéologue du futur retrouve le journal d'un groupe de survivants à un cataclysme ayant entièrement submergé le globe, réfugié sur une île d'origine volcanique. N'ayant plus d'autre objectif que se nourrir, ils retournent progressivement à la barbarie. Tout le savoir de notre civilisation est oublié. Beaucoup plus tard, leurs descendants fonderont une nouvelle civilisation dont fera partie l'archéologue du futur.
Verne émet l'hypothèse que chaque civilisation humaine pourrait être construite sur les ruines de civilisations antérieures détruites par un cataclysme planétaire, comme l'Atlantide. Les couples de survivants seraient alors les nouveaux Adam et Ève des nouvelles religions.
L'Éternel Adam pourrait avoir été influencé par le catastrophisme d'Eugène Huzar (1820-1890).

## Historique de l’œuvre
Intitulée d'abord Édom, les premiers doutes sur l'authenticité de la nouvelle apparaissent dès juillet 1970 lorsque Simone Vierne et Piero Gondolo della Riva ont l'occasion d'en voir le manuscrit chez Jean-Jules Verne à Toulon. Simone Vierne signale ainsi dans sa biographie Jules Verne et le roman initiatique que l'écriture en est déformée. Elle pense alors que Jules Verne a dû la composer vers 1901 au moment où il commence à souffrir de la cataracte.
En 1991, les chercheurs Olivier Dumas et Christian Porcq, refusent absolument, devant la qualité qu'ils remarquent de l'ouvrage, d'en attribuer la paternité à Michel Verne, lors de la publication de la version originale de la nouvelle dans le Bulletin de la Société Jules Verne no 100.
Après la mort de Jean-Jules Verne en 1980, les héritiers Verne cèdent à la Ville de Nantes l'ensemble des manuscrits qu'ils possèdent sauf, comme l'atteste l'inventaire qui en a été publié, L'Agence Thompson and Co (dont la paternité à Michel a été totalement démontrée) et Édom. Interrogé sur le sujet par Gondolo de la Riva, Georges Verne lui répondit qu'il ne voulut pas livrer à la Ville de Nantes un récit si réussi mais accepte alors de lui donner une photocopie de deux pages. Gondollo y reconnaît aussitôt l'écriture de Michel. Lorsqu'en 1976-1977, il achète à Sèvres chez les descendants d'Hetzel l'ensemble des copies dactylographiées, le collectionneur remarque qu'il y manque L'Agence Thompson et Édom. Ainsi, dès 1978 dans Europe, Gondolo attribue déjà la paternité d’Édom à Michel Verne. Dans la correspondance entre Michel et son père et entre l'éditeur Hetzel et Jules ou Michel Verne, jamais l’œuvre n'est évoquée.
Par ailleurs, Michel Verne, conservait les manuscrits de son père dans des emboîtages qu'il avait fait fabriquer exprès. Gondollo remarque que uniquement deux cas manquaient : L'Agence Thompson and Co et Édom.
Le manuscrit est de 50 pages numérotées de 1 à 50 sur papier blanc (28 cm par 18) plus une page non numérotée sur papier quadrillé. L'écriture est exclusivement de la main de Michel Verne. Il est très raturé et comporte de nombreux ajouts. Le texte en pré-original dans La Revue de Paris le 1er octobre 1910, comporte aussi des modifications effectuées par le directeur Louis Ganderax.

## Publications
- Jules Verne, L'Éternel Adam, Éditions Mille et Une Nuits, 2001  (ISBN 2-84205-551-9).
- Jules Verne, Le Secret de Wilhelm Storitz et Hier et demain, Éditions Rencontre, collection « Les œuvres de Jules Verne », tome XXV.
- Michel Verne, Zigzags à travers la science suivi de Édom / L’Éternel Adam, collection ArchéoSF, Editions Publie.net, 2015  (ISBN 2371774308)